# Sopwith Snipe
Pour les articles homonymes, voir Snipe.
Le Sopwith 7F.1 Snipe est un avion militaire de la Première Guerre mondiale.